# Меморіал Івана Глінки 1992
Тихоокеанський кубок (англ. Pacific Cup) — другий міжнародний юніорський хокейний турнір.

## Підсумкова таблиця
| М  | Команда | І | В | Н | П | Ш     | О |
| -- | ------- | - | - | - | - | ----- | - |
| 1. | Канада  | 3 | 3 | 0 | 0 | 18:4  | 6 |
| 2. | Росія   | 3 | 2 | 0 | 1 | 14:10 | 4 |
| 3. | Японія  | 3 | 1 | 0 | 2 | 11:17 | 2 |
| 4. | США     | 3 | 0 | 0 | 3 | 6:18  | 0 |

- Росія - Японія 7:4
- Канада - США 8:0
- Росія - США 4:1
- Канада - Японія 5:1
- Японія - США 6:5
- Канада - Росія 5:3